# Stenosemia waterlotii
Stenosemia waterlotii là một loài dương xỉ trong họ Tectariaceae. Loài này được Tardieu mô tả khoa học đầu tiên năm 1951.